# Jill Mansell
Jill Mansell (15 juni 1957) is een Brits schrijfster van chick literature. Haar boek Geluk in het spel bereikte in oktober 2004 nummer 1 van de Nederlandse boekenverkoop. 

## Levensloop
Voordat Jill Mansell fulltime besloot te gaan schrijven werkte zij jarenlang in een ziekenhuis in Bristol. Ze volgde een avondcursus in creatief schrijven en begon met de hand verhalen te schrijven, waarvan zij dacht dat het een goed boek zou worden. Drie van haar medecursisten en zijzelf zijn nu gepubliceerde schrijvers. 
Ze woont in Bristol met haar man en kinderen. 

## Bestseller 60
| Boeken met noteringen in de Nederlandse Bestseller 60 | Jaar van verschijnen | Datum van binnenkomst | Hoogste positie | Aantal weken | Opmerkingen |
| ----------------------------------------------------- | -------------------- | --------------------- | --------------- | ------------ | ----------- |
| Vlinders voor altijd                                  | 2012                 | 04-07-2012            | 7               | 14           |             |
| Ik zie je op het strand                               | 2017                 | 10-05-2017            | 7               | 29           |             |
| Lang leve de liefde                                   | 2017                 | 28-06-2017            | 24              | 12           |             |
| Stuur me een berichtje                                | 2018                 | 25-04-2018            | 5               | 16           |             |
| Ik wil met je mee!                                    | 2019                 | 24-04-2019            | 8               | 16           |             |
| Heerlijk duurt het langst                             | 2020                 | 29-04-2020            | 5               | 8            |             |
| Tot aan de zon en terug                               | 2021                 | 28-04-2021            | 5               | 15           |             |
| De zomer van je leven                                 | 2022                 | 20-04-2022            | 10              | 16           |             |
| Het zonnetje in huis                                  | 2023                 | 26-04-2023            | 5               | 15           |             |
| Een dag om nooit te vergeten                          | 2024                 | 17-04-2024            | 4               | 18           |             |
| Denk jij ook weleens aan mij?                         | 2025                 | 16-04-2025            | 7               | 17           |             |